# Уму Сангаре
Уму Сангаре (бам. Umu Sangare; нар. 25 лютого 1968, Бамако, Малі) — малійська музикантка Васулу, володарка премії Ґреммі, яку іноді називають «співочим птахом Васулу». Васулу — це історичний регіон на південь від річки Нігер, де музика створюється із стародавніх традиційних пісень, які часто супроводжуються калабасом.

## Раннє життя
Сангаре народилася в 1968 році в родині співачки Амінати Діакіте та Сідікі Сангаре, обидва походили з регіону Васулу. 1970 року її батько одружився вдруге та переїхав до Абіджана, залишивши Сангаре, її матір та братів і сестер у Бамако. Вона почала співати на вулицях, щоб допомогти своїй матері, покинувши задля цього школу в ранньому віці. Її кар'єра почалася в 1973 році, коли у віці п'яти років вона виграла міждитсадковий конкурс співу в Бамако, а потім виступила перед кількатисячною аудиторією на стадіоні Omnisport. У 16 років вона вирушила в тур з перкусійною групою Djoliba, гастролюючи у Франції, Німеччині, Нідерландах, на Карибах та в інших країнах. Натхненна прийомом під час гастролей, Сангаре повернулася до Бамако та заснувала власний музичний гурт.

## Музика

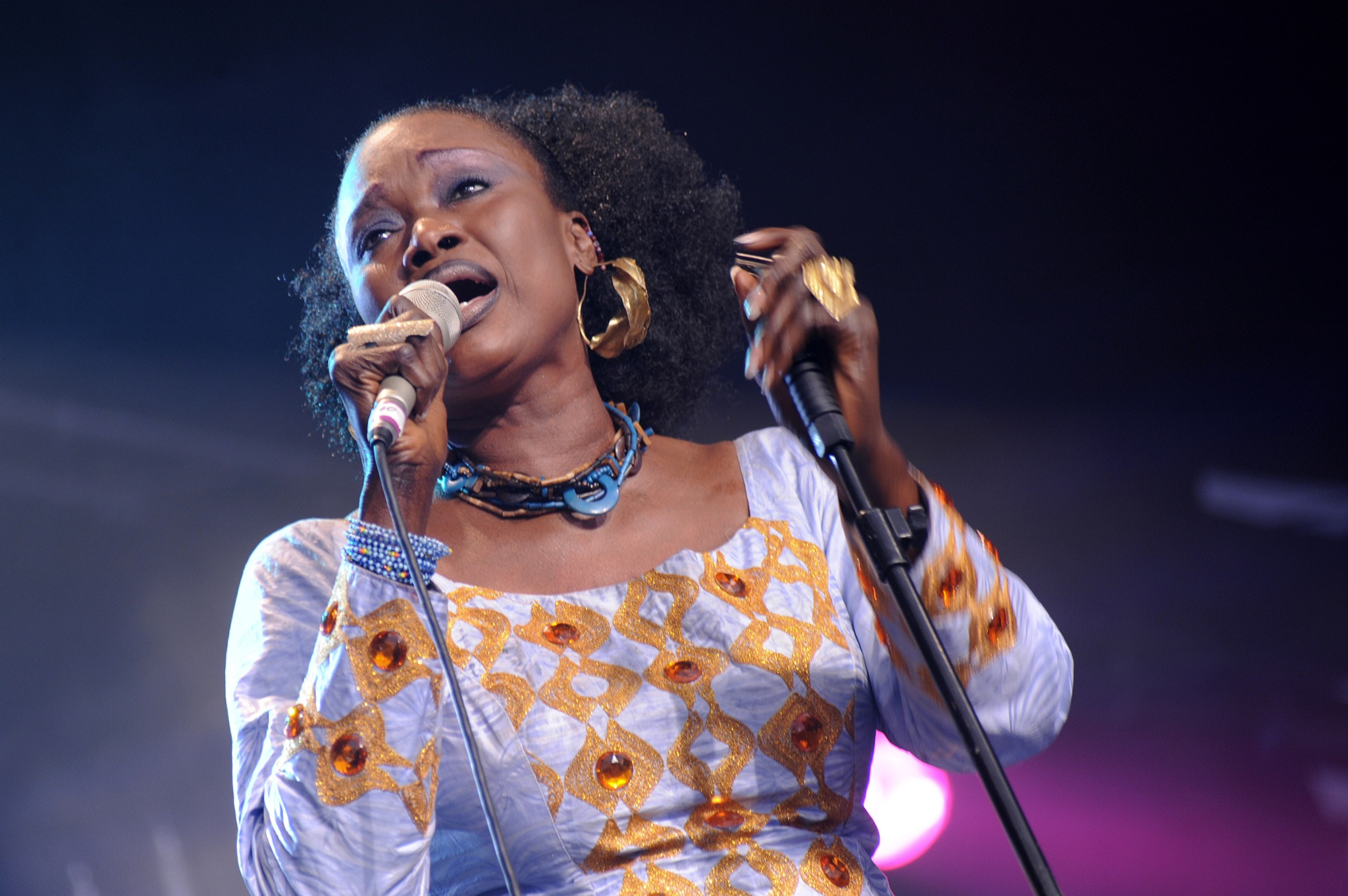
Сангаре виступає на Кембриджському фолк-фестивалі 2009

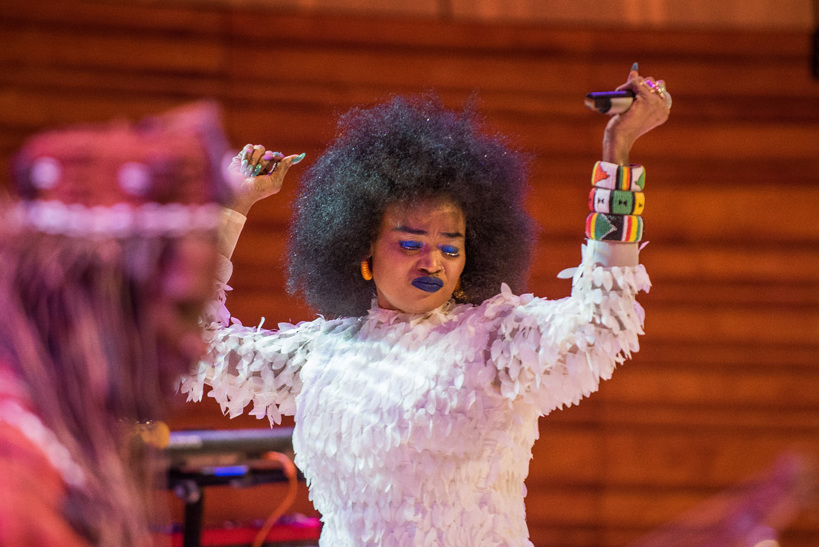
На WOMEX 2017

Сангаре записала свій перший альбом Moussoulou (укр. Жінки) з Амаду Ба Гіндо, відомим маестро малійської музики. Альбом був дуже успішним в Африці, було продано понад 200 000 примірників.
За допомогою Алі Фарка Туре Сангаре підписала контракт з англійським лейблом World Circuit. Вони перевидали альбом Moussoulou. У 21 рік вона вже була зіркою.
Уму Сангаре вважається послом Васулу; її музика була натхненна музикою та традиційними танцями регіону. Вона пише та складає свої пісні, які часто містять соціальну критику, особливо щодо низького статусу жінки в суспільстві.
З 1990 року вона виступала на деяких з найважливіших майданчиків світу, таких як Мельбурнська опера, Фестиваль Роскілле, Фестиваль світової музики Gnaoua, WOMAD, Фестиваль світової музики в Осло та Опера де ла Монне.
Багато пісень Сангаре стосуються кохання та шлюбу, особливо свободи вибору у шлюбі. Її альбом 1989 року Moussoulou став безпрецедентним західноафриканським хітом. 1995 року вона гастролювала з Baaba Maal, Femi Kuti і Boukman Eksperyans. Інші альбоми включають Ko Sira (1993), Worotan (1996) і компіляцію з 2 компакт-дисків Oumou (2004), усі вийшли на World Circuit Records. Sangaré підтримує справу жінок у всьому світі. 2003 року вона була призначена послом ФАО, у 2001 році здобула премію ЮНЕСКО, а в 1998 році була нагороджена орденом мистецтв і літератури Франції.
Сангаре займає важливе місце в Throw Down Your Heart, документальному фільмі 2008 року про всесвітньо відомого американського банджо-гравця Белу Флека та його дослідження відносно невідомого зв'язку між його інструментом і музичними традиціями в Африці.
Сангаре записала вокал для «Imagine» для альбому Гербі Генкока The Imagine Project 2010 року, в якому також брали участь Seal, P!nk, Індіа Арі, Фатумата Діавара, Джефф Бек, Konono Nº1 та інші.
У 2022 році вона отримала свою першу акторську роль, зігравши бабусю головної героїні у фільмі Маймуни Дукуре «Хава».

## Особисте життя, політика і бізнес
Сангаре є захисницею прав жінок, виступає проти дитячих шлюбів і полігамії.
Сангаре також бере участь у світі бізнесу, включаючи готелі, сільське господарство та автомобілі. Вона випустила автомобіль «Oum Sang», виготовлений китайською фірмою та проданий спільно з її власною компанією Gonow Oum Sang. Вона є власницею 30-кімнатного готелю Wassoulou у столиці Малі, Бамако, притулку для музикантів і її власному регулярному майданчику для виступів. «Я сама допомагала будувати готель. Я зробила це, щоб показати жінкам, що ви можете покращити своє життя, працюючи. І багато інших зараз працюють, створюючи кооперативи для виробництва мила чи одягу».
Сангаре також була послом доброї волі Продовольчої та сільськогосподарської організації ООН, але каже, що не хоче бути політиком: «Хоч ти художник, ти вільний говорити те, що думаєш; коли ти політик, ти виконуєш вказівки згори».
Вона двоюрідна сестра актора Омара Сангаре.

## Дискографія
Сольні альбоми
- Moussolou (1990)
- Ko Sira (1993) [вийшов як Bi Furu в Малі]
- Worotan (1996), Nonesuch / Warner Music (вийшов як Denw у Малі)
- Laban (2001)
- Oumou (2003)[15]
- Seya (2009)
- Mogoya (2017)
- Acoustic (2020)
- Timbuktu (2022)

Співавторка
- The Rough Guide to World Music (1994), World Music Network
- The Rough Guide to West African Music (1995), World Music Network
- Unwired: Африка (2000), World Music Network
- Mood 4 Eva (2019), Король Лев: Подарунок

## Призи та нагороди

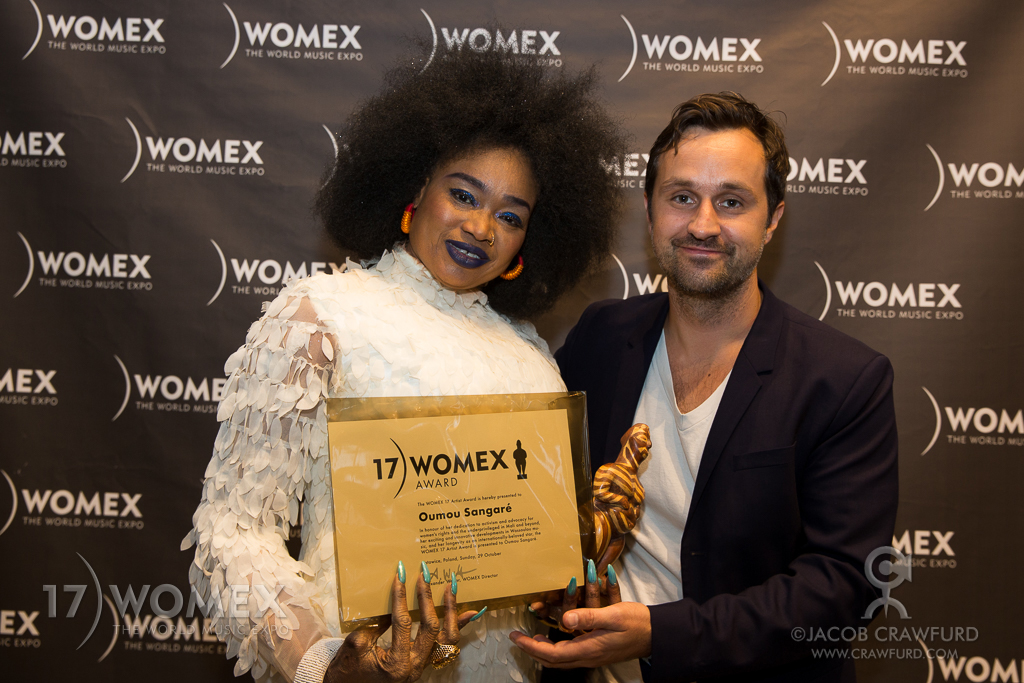
З її нагородою на WOMEX 2017 у Катовіце

- Міжнародна музична премія IMC-ЮНЕСКО (2001, категорія виконавців, присуджена спільно з Гідоном Кремером)[16] за її внесок у «збагачення та розвиток музики, а також у справу миру, взаєморозуміння між народами та міжнародної співпраці».
- 16 жовтня 2003 року Сангаре було призначено Послом доброї волі Продовольчої та сільськогосподарської організації Об'єднаних Націй (FAO).
- У 2010 році альбом Sangaré Seya був номінований на премію «Греммі» як найкращий альбом сучасної світової музики.
- У 2011 році Сангаре виграла Греммі за найкращу поп-співпрацю з вокалом із Гербі Хенкоком, Pink, Індією Арі, Сілом, Фатуматою Діавара, Кононо Nº1 і Джеффом Беком за «Imagine»[17].
- У жовтні 2017 року Сангаре здобула нагороду Artist Award на WOMEX 2017 за визнання її музики та роботу по захисту прав жінок[18][19][20].